# 楊宛
楊宛（？—1644年），字宛叔，明朝末年金陵歌妓。

## 生平
能詩善詞，工書法，尤工行楷，朱彝尊在《靜志居詩話》中稱“能以瘦硬中逞現姿媚”。歸待詔翰林茅元儀為妾，與王微同侍元儀（後王微离去） 。列朝诗集闰肆杨宛小传云：楊宛“多外遇，心叛止生”；元儀是天下豪傑，“知之而弗禁”；元儀因得罪權臣，失意縱酒而死。
崇禎末年，田贵妃之父田弘遇南下甄選歌妓欲獻於崇禎，得到杨宛，以老婢子待之，令教授其幼女田淑英弹琴。李自成攻陷北京时，楊宛扮成乞婦離開田府，不久死於闖軍之手。著有《钟山献》四卷、《续集》一卷、《再续》一卷。